# Экстренная контрацепция
Экстренная контрацепция (от лат. extra — вне, сверх и лат. contraceptio — исключение) — метод предотвращения нежелательной беременности, применяемый после совершения незащищенного полового акта, при неэффективном применении методов постоянной контрацепции (разрыв или сползание презерватива, пропуск двух и более таблеток комбинированных оральных контрацептивов, ошибка календарного метода и так далее), а также в случаях сексуального насилия. Суть экстренной контрацепции заключается в приеме лекарственных препаратов, специально для этого разработанных, в установленный срок (не позднее 72 часов после незащищенного полового акта), либо установке внутриматочной спирали не позднее 120 часов после незащищённого полового акта. Согласно рекомендациям ВОЗ, экстренная контрацепция не должна быть регулярным методом контрацепции. На сегодняшний день возможности экстренной контрацепции включают различные виды таблетированных препаратов, а также медьсодержащие внутриматочные устройства.

## Статистика сохранения незапланированной беременности
Незапланированная беременность — весьма распространённая ситуация во всём мире. Согласно одним из последних данных, только около 65,7 % беременностей являются запланированными. Чаще всего незапланированная беременность заканчивается её прерыванием. Согласно данным одного из исследований, проведенных в Шотландии (Великобритания) на базе эдинбургского госпиталя, которое заключалось в анкетировании более 3500 беременных женщин, как посещавших гинекологическое отделение с целью наблюдения течения беременности, так и тех, кто обратился за абортом, было выявлено, что 89,7 % беременных, решивших сделать аборт, назвали свою беременность незапланированной и только 8,6 % беременных, решивших сохранить беременность назвали её незапланированной.
Также исследователи в ходе опроса беременных женщин, выявили, что среди обратившихся за абортом, 11,8 % забеременели в результате неудачного применения экстренных контрацептивов, а среди тех, кто решил сохранить беременность, только 1 % забеременел в результате не сработавших экстренных контрацептивов.
Анализируя данные шотландского исследования, можно сделать вывод, что в случае, если после принятия экстренного контрацептива беременность всё-таки наступит, почти в двенадцать раз выше вероятность того, что эта беременность будет прервана, нежели сохранена. Не более 1 % беременностей, наступивших в результате неэффективности экстренных контрацептивов, будут сохранены, следовательно, 99 % будут прерваны.
Учитывая вышеописанное, становится очевидным, что в случае риска возникновения незапланированной беременности в результате незащищённого секса, необходимо как можно скорее принять меры по экстренной контрацепции, а также то, что при выборе метода экстренной контрацепции его эффективность в предупреждении незапланированной беременности является одним из важнейших параметров.

## Методы экстренной контрацепции

### Таблетированные препараты

#### Левоноргестрел
Торговые названия на территории РФ: Эскапел, Постинор (Gedeon Richter, Венгрия), МОДЭЛЛЬ 911 (Teva, Израиль), Эскинор Ф (FAMY CARE, Индия); в США — Plan B и PlanB One-Step (TEVA), в Европе — Norlevo, Levonelle, Эскапел (Венгрия), Постинор (Венгрия) и другие.
Является одним из двух таблетированных препаратов, рекомендованных в настоящее время ВОЗ, в большинстве стран отпускается без рецепта, представляет собой синтетический гестаген, фармакологически в два раза более активный изомер норгестрела.
Норгестрел — один из гестагенов (прогестагенов), естественных женских половых гормонов. В наибольшем количестве гестагены вырабатываются в яичниках во второй фазе менструального цикла (лютеиновая фаза). Они отвечают за подготовку половых путей к внедрению оплодотворённой яйцеклетки. В норме после овуляции гестагены, продуцируемые жёлтым телом (жёлтое тело беременности, corpus luteum), блокируют гормоны гипофиза — ФСГ и, в меньшей степени, ЛГ, таким образом отодвигая начало нового цикла созревания яйцеклеток. Способность гестагенов влиять на выброс ФСГ и ЛГ — важный механизм контрацептивного действия их синтетических аналогов.
Левоноргестрел способен связываться с рецепторами прогестагенов активнее, чем природные гормоны. Ранее основным и почти единственным механизмом действия левоноргестрела при экстренной контрацепции считалось подавление пикового выброса ФСГ и ЛГ клетками гипофиза, что приводит к предотвращению или задержке овуляции. Этим объяснялся ограниченный эффект от приёма таблетки во второй фазе цикла, уже после прошедшей овуляции. Проводились работы по оценке эффективности препарата в зависимости от размера доминирующего фолликула.
В 2016 году международным коллективом авторов из США и Европы был проведён систематический обзор современных исследований, касающихся влияния левоноргестрела на процессы, протекающие в половых путях женщины после овуляции и оплодотворения.

Оказалось, что левоноргестрел продолжает действовать и после выхода яйцеклетки из созревшего фолликула, например, подавляя выработку прогестерона жёлтым телом и ЛГ — гипофизом, укорачивая лютеиновую фазу цикла и замедляя подготовку эндометрия к имплантации. Возможно, описанные механизмы обеспечивают ещё один — отсроченный, — контрацептивный эффект препарата даже при приёме в качестве экстренного средства. Также в небольшой степени левоноргестрел может способствовать увеличению вязкости цервикальной слизи, что препятствует продвижению сперматозоидов и их соединению с яйцеклеткой.
Таблетка может быть принята в течение 72 часов после незащищённого полового акта, для большей надёжности рекомендуется принимать препарат в течение первых 12 часов. Препарат доступен в двух режимах приёма: одна таблетка 1,5 мг однократно или две таблетки по 0,75 мг, принимаемых однократно или с интервалом в 12 часов.

#### Улипристала ацетат (30 мг)
Торговые названия в США — ella, Watson Pharma Inc., в Европе — ella® One, (LaboratoireHRAPharma, Франция). Препарат отпускается по рецепту, в России не зарегистрирован.
Механизм действия улипристала связан с прямым действием на эндометрий и селективной модуляцией прогестероновых рецепторов, то есть, в отличие от левоноргестрела улипристал оказывает антипрогестиновое действие. В результате в клетках эндометрия не происходит комплекса необходимых изменений для имплантации оплодотворённой яйцеклетки, и беременность не наступает.

#### Комбинированные оральные контрацептивы
Альтернативным вариантом экстренной контрацепции может служить применение нескольких таблеток комбинированных оральных контрацептивов (КОК) в большей, чем обычно, дозе в два приёма с перерывом в 12 часов (от двух до четырёх таблеток за раз, в зависимости от содержания эстрогенного компонента), чтобы суммарно получить 200 мкг этинилэстрадиола и 1,5 мг левоноргестрела (метод Юзпе). Также их называют «посткоитальными оральными контрацептивами». Метод Юзпе сохраняет эффективность в течение 72 часов после незащищённого полового акта, подобное применение КОК вне инструкции было одобрено Управлением по контролю за качеством пищевых продуктов и лекарственных препаратов США (Food and Drug Administration, FDA, US FDA) ещё в 1997 году для определённых комбинаций гормональных препаратов, содержащих в составе левоноргестрел. Основными побочными эффектами, ограничивающими приём высоких доз КОК, были тошнота и рвота. В настоящее время, в связи с появлением более эффективной и безопасной таблетки, содержащей только левоноргестрел, метод Юзпе, широко применявшийся в 1970—1990-х годах, утратил свою актуальность. Метод Юзпе используют лишь по рекомендации врача.

#### Мифепристон
Торговые названия препаратов содержащих мифепристон 10 мг — Агеста (Россия), Гинепристон (Россия), Женале (Россия).
Антипрогестин, синтетический стероид. Механизм действия препарата связан с блокадой рецепторов прогестерона; также мифепристон может конкурентно связываться с рецепторами глюкокортикоидов, что ограничивает его применение у лиц с нарушениями функции надпочечников. Проведённые исследования показали, что эффект мифепристона прямо зависит от дозы. В качестве средства ЭК было предложено использовать таблетку в 10 мг, однократно. При приёме с целью ЭК в первой фазе менструального цикла мифепристон блокирует созревание фолликула и нарушает работу яичника, тем самым способствуя более позднему наступлению овуляции, а в некоторых случаях — задержке следующего менструального цикла. У такого действия есть и обратная сторона: несмотря на эффективное предотвращение нежелательной беременности при однократном приёме мифепристона, при последующих незащищённых половых актах в течение того же цикла женщина рискует забеременеть, так как овуляция произошла позднее и осталась «незамеченной».
В настоящее время FDA одобряет использование мифепристона только в качестве средства для медикаментозного аборта, то есть, прерывания уже наступившей беременности, на сроке до 70 дней с первого дня последней менструации.
Препарат применяется в высоких дозах, по схеме, в сочетании с аналогом простагландина Е1 мизопростолом. Большинство европейских стран и США запретили продажу мифепристона как средства ЭК, по-прежнему доступным по рецепту остаётся в Армении, на Украине, в России, Вьетнаме и Китае.

### Внутриматочные устройства

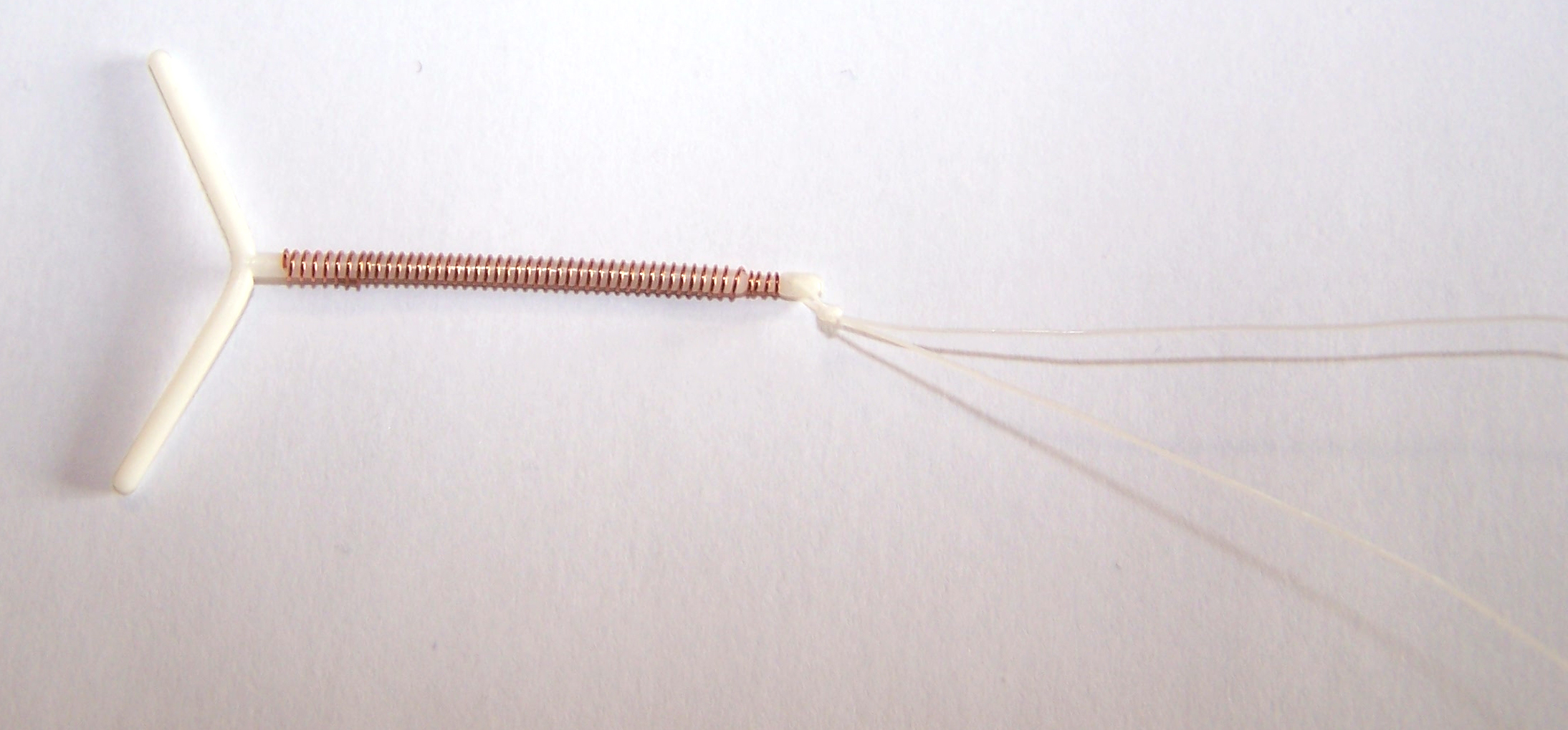
Медьсодержащая внутриматочная спираль

Медьсодержащая внутриматочная спираль (Nova T, Bayer, Германия, ParaGArd T-380, PA, США) — Т-образное устройство, которое устанавливают в полость матки в период не позднее 120 часов (пяти дней) после незащищённого полового акта. Установка внутриматочной спирали, хотя и требует помощи квалифицированного специалиста, является эффективным средством для предупреждения беременности более чем на 99 %. Такой способ ЭК больше всего подходит женщинам, которые планируют в дальнейшем постоянное применение этого высокоэффективного метода контрацепции. Внешне устройство имеет размеры 3,2×3,2 см, выполнено в форме буквы Т из гибкого полиэтилена с медной проволочной спиралью, навитой вокруг полиэтиленового стержня. Медная проволока имеет серебряную сердцевину, препятствующую её фрагментации. Общая площадь поверхности меди 200 мм², масса — около 125 мг. На вертикальной части имеется небольшое утолщение, к которому для удаления спирали из матки прикреплена нить с двумя концами. Установку спирали производит только врач-гинеколог, после предварительного исключения беременности, инфекционных заболеваний органов малого таза и других противопоказаний. Контрацептивное действие достигается за счёт предотвращения имплантации оплодотворённой яйцеклетки. Медь в составе спирали вызывает местную реакцию по типу воспаления в полости матки, а также, вследствие изменения химического состава среды и лизосомальной активации, оказывает сперматоцидный эффект.

## Основные способы приёма
1. Применение в два приема с перерывом в 12 часов нескольких таблеток (от двух до четырёх на приём, в зависимости от содержания в таблетке эстрогенного компонента) комбинированных пероральных контрацептивов в общей дозе 200 мкг этинилэстрадиола и 1,5 мг левоноргестрела (метод Юзпе).
2. Установка медь-содержащей внутриматочной спирали (ВМС).
3. Применение таблеток, содержащих в высокой дозировке гормональный компонент в один или два приёма (гестаген — левоноргестрел, 1,5 мг).
4. Применение таблеток, содержащих низкую дозу антагониста прогестерона (мифепристон) однократно.

## Исследования возможных побочных действий
Несмотря на то, что в Европе и США применяются перечисленные методы, часть из них доступна только в специализированных клиниках (США), в Канаде — только первые три, в России одобрен только приём антигестагенов и гестагенов, хотя некоторые специалисты до сих пор остаются привержены методу Юзпе и ВМС, несмотря на большое количество серьёзных побочных эффектов, вызванных большой единовременно принятой дозой эстрогенного компонента в методе Юзпе и высокой стоимостью установки ВМС, которая, к тому же, устанавливается на очень длительный срок (несколько лет) и не рекомендована нерожавшим женщинам.
Ряд сравнительных исследований показал большее количество побочных эффектов и меньшую эффективность при применении метода Юзпе, чем при применении таблеток, содержащих только прогестин.
Информационный бюллетень Всемирной организация здравоохранения, датированный 2016 годом в основных фактах об экстренной контрацепции, сообщает следующее:
- Экстренная контрацепция в большинстве случаев может предупреждать наступление беременности при использовании её после полового акта.
- Экстренная контрацепция может использоваться после незащищённого полового акта, неудачного применения контрацептивов, неправильного использования контрацептивов или в случаях сексуального насилия.
- Существуют два метода экстренной контрацепции: применение таблеток для экстренной контрацепции (ECPs) и применение медьсодержащих внутриматочных контрацептивов (IUDs).
- При применении в течение пяти дней после незащищённого полового акта медьсодержащие внутриматочные контрацептивы являются наиболее эффективной формой существующей экстренной контрацепции.
- ВОЗ рекомендует применение таблеток для экстренной контрацепции в виде одной дозы левоноргестрела 1,5 мг, принимаемой в течение пяти дней (120 часов) после незащищённого полового акта.

В более ранних публикациях ВОЗ, в частности, датированных 2008 годом, встречается рекомендация применения 25—50 мг мифепристона, а если он недоступен — 1,5 мг левоноргестрела.
В дальнейшем исследования показали, что при уменьшении дозы мифепристона для однократного приёма, эффективность в предотвращении нежелательной беременности не имеет тенденции к снижению. Так, в случайном, контролируемом исследовании, проведённом в Австралии, было инициировано сравнение трёх дозировок мифепристона в качестве экстренного контрацептива (600, 50 и 10 мг). По итогам сравнительного исследования был сделан вывод, что доза в 10 мг является такой же эффективной для предотвращения нежелательной беременности после незащищённого полового акта, как и доза в 600 мг[уточнить] и 50 мг. К тому же, меньшая доза мифепристона обладает меньшим количеством побочных эффектов, в частности, значительно реже вызывает задержку менструации, по сравнению с более высокими дозировками. Поэтому, оптимальной дозировкой мифепристона в качестве экстренного контрацептива по соотношению эффективность — безопасность является доза в 10 мг.
В 2008 году авторитетное международное медицинское сообщество Cochrane collaboration рекомендовало препараты с содержанием 10 мг мифепристона — препаратами первого выбора в качестве средств экстренной контрацепции.
В 2013 году авторами Cochrane collaboration был сделан аналогичный вывод на основании анализа 100 международных исследований, посвящённых сравнению эффективности различных методов экстренной контрацепции, в которых приняли участие более 55 000 женщин со всего мира. 31 из 100 исследований были посвящены сравнению эффективности средних (25—50 мг) и низких (<25 мг) доз мифепристона с двумя режимами дозирования левоноргестрела (0,75 мг в два приёма, 1,5 мг однократно). Анализ исследований показал, что средние и низкие дозы мифепристона превосходят по эффективности оба режима дозирования левоноргестрела.

## «Гормон» и «антигормон»
Гормоны — биологически активные вещества белковой или стероидной структуры, продуцируемые тканями или органами, транспортируемые от органа к органу кровотоком и обусловливающие в органах и тканях физиологическую активность, такие как, например, рост, метаболизм и так далее.
|  |  |

Антигормоны — биологически активные вещества, эндогенного и экзогенного происхождения, избирательно подавляющие биологическую активность гормонов; часто являются их структурными аналогами

Структура мифепристона

## Механизм действия
Механизм действия гестагена (левоноргестрела) в качестве средства экстренной контрацепции: подавляет овуляцию, значительно снижая выработку фолликулостимулирующего гормона (ФСГ) гипофизом за счёт реализации принципа отрицательной обратной связи, и оплодотворение, если половой акт произошёл в преовуляторной фазе менструального цикла, то есть в период наибольшей вероятности оплодотворения. Кроме того, вызываемая препаратом регрессия пролиферации эндометрия препятствует имплантации оплодотворённой яйцеклетки
Вопрос о способности левоноргестрела препятствовать имплантации оплодотворённой яйцеклетки до последнего времени был до конца не изучен и оставался спорным.
В марте 2011 года Международной федерацией акушерства и гинекологии был опубликован доклад, в котором просуммированы данные, подтверждающие, что единственно возможным механизмом действия левоноргестрела является подавление или нарушение процесса овуляции. Последние исследования подтвердили, что левоноргестрел никак не препятствует имплантации. В связи с этим, в июне 2012 года в газете New York Times была опубликована статья, призывающая FDA удалить из инструкции к экстренным контрацептивам на основе левоноргестрела несоответствующую информацию о их способности нарушать имплантацию. Однако не все учёныe расходятся с этим.
Говоря о способности левоноргестрела подавлять овуляцию, следует учитывать, что данный механизм успешно реализуется в том случае, если размер доминирующего фолликула не превышает 17 мм. Такой размер доминирующего фолликула характерен в период за три дня до овуляции (среднее значение — 17—17,5 мм). За два дня до овуляции размер фолликула уже достигает 18,5—18,8 мм, за день — уже около 20—20,5 мм.
Другими словами, максимальная способность левоноргестрела подавлять овуляцию отмечается не позднее, чем за три дня до неё.,
Учитывая, что левоноргестрел обладает схожим с прогестероном действием, а прогестерон является основным гормоном, ответственным за развитие и сохранение беременности, а также принимая во внимание максимальный размер доминирующего фолликула, дальнейшее развитие которого может быть подавлено левоногестрелом, становится объяснимым, почему в случае приёма левоноргестрела после произошедшего незащищённого полового акта за один—два дня до овуляции левоноргестрел значительно теряет в эффективности (до 68 %). А в случае приёма в день овуляции или сразу после неё может быть вовсе неэффективен.
Механизм действия антигестагена (мифепристона) как средства экстренной контрацепции — вызывает торможение овуляции, препятствует секреторной трансформации эндометрия и имплантации оплодотворённой яйцеклетки
В отличие от гестагенсодержащих препаратов, антигестагены действуют в любую фазу менструального цикла, при приёме до овуляции — подавляют её, при приёме после состоявшейся овуляции — препятствуют адгезии оплодотворённой яйцеклетки к стенке матки, поскольку под действием препаратов не образуется окно имплантации.
Антигестагены способны подавлять овуляцию даже при размерах доминирующего фолликула 20 мм и более. Такой размер доминирующего фолликула характерен в период, когда до овуляции осталось один—два дня, либо для дня, когда она должна состояться.
Таким образом, антигестагены способны эффективно подавлять овуляцию даже, если приняты в день, когда она должна состояться. Именно поэтому эффективность антигестагенов не снижается при приёме в фертильные дни, в отличие от левоноргестрела.
Не менее важным является и тот факт, что мифепристон в дозе 10 мг способен замедлять овуляцию до четырёх дней и более.
Вышеописанный факт особенно интересен при рассмотрении в контексте времени жизни сперматозоидов, попавших в генитальный тракт женщины. Несмотря на то, что некоторые сперматозоиды способны сохранять подвижность в течение пяти дней, более 94 % оплодотворений происходит при участии сперматозоидов, которые находятся в генитальном тракте женщины менее трёх дней. Способность сперматозоидов к зачатию жизнеспособного плода наблюдается максимум в течение четырёх дней после попадания в половые пути женщины.
Следовательно, даже если мифепристон в дозировке 10 мг был принят в день овуляции, то есть в период максимальной вероятности беременности, овуляция будет отсрочена как раз на тот срок, в течение которого попавшие в половые пути женщины сперматозоиды способны сохранять фертильную активность. Не следует забывать, что данные об эффективности всех экстренных контрацептивов рассчитываются с учётом того, что после приёма препарата не было повторных незащищённых половых контактов.
Tакие действия могут иметь также aцетат yлипристала и внутриматочная спираль.

## Эффективность методов

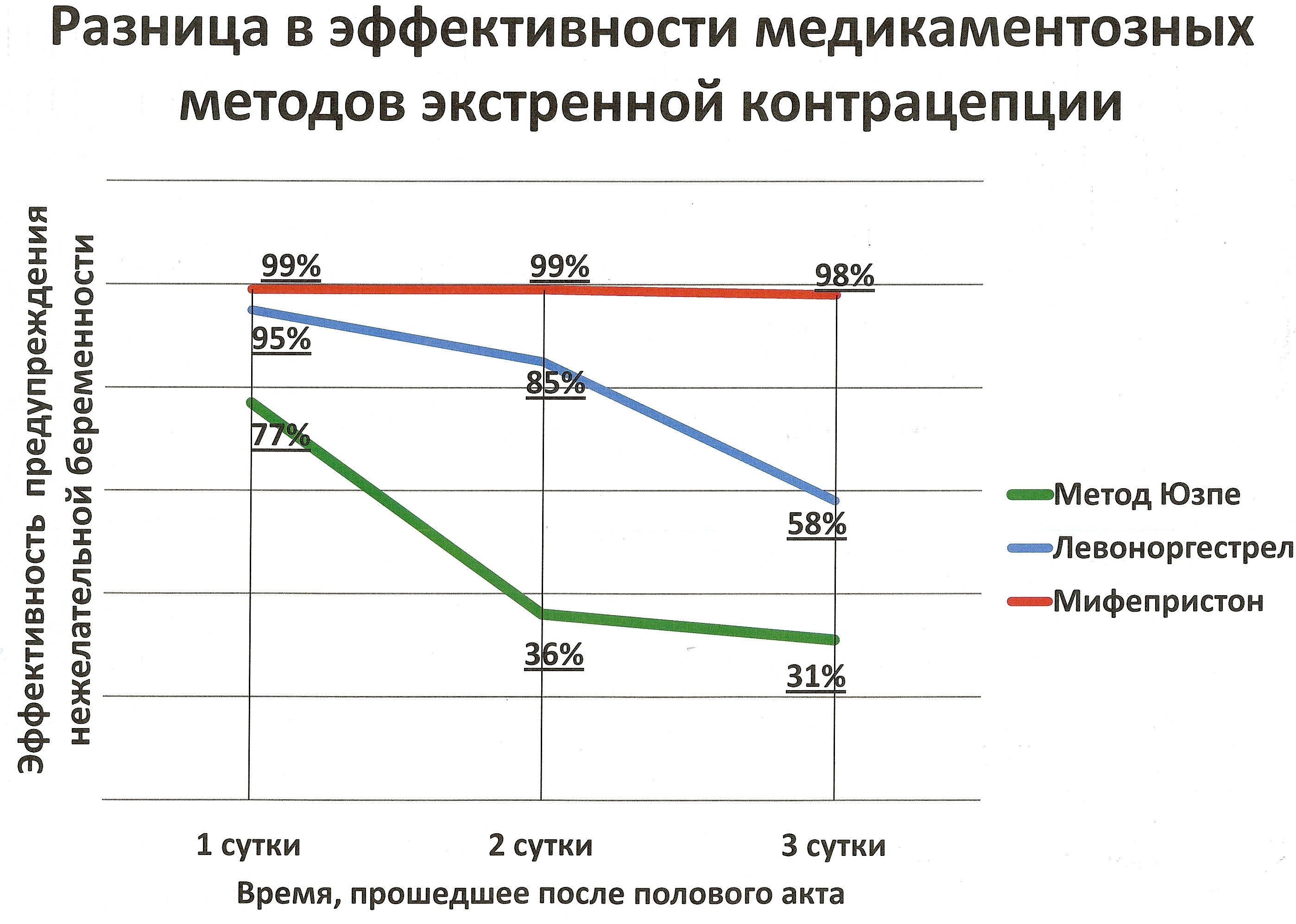
Разница в эффективности медикаментозных методов экстренной контрацепции

В таблице «Сравнение методов экстренной контрацепции» указана степень эффективности различных методов предупреждения нежелательной беременности. Более подробно рассматривая часто применяемые, в частности в России, методы, а именно приём гестагенов и антигестагенов из инструкций к препаратам и данных международных исследований, можно сделать вывод, что применение антигестагенов является более эффективным и щадящим по сравнению с применением гестагенов.
В случае использования в качестве экстренного контрацептива гестагенсодержащих (левоноргестрел) препаратов, эффективность этих средств будет зависеть от времени их приёма, прошедшего после незащищённого полового акта. Чем больше времени прошло между половым актом и приёмом препарата, тем ниже его эффективность (95 % в течение 0—24 часов, 85 %, в течение 24—48 часов, и 58 % в течение 48—72 часов), а также от фазы цикла, в которую был принят препарат. В ряде исследований было доказано, что применение левоноргестрела эффективно до произошедшей овуляции, в случае приёма в фертильные дни, то есть в течение пяти дней до овуляции и один—два дня после неё, его эффективность не превышает 68 % даже при приёме в первые 24 часа после незащищённого полового акта. Это наглядно подтверждено в исследовании Gabriela Noe, H.B. Croxatto et al, проведённом на группе из 148 женщин, которые имели незащищённый ПА в фертильные дни (пять дней до овуляции и день овуляции). Фаза цикла была подтверждена анализами уровня гормонов (ЛГ, ФСГ) и ультразвуковым исследованием. При этом 103 женщины находились в преовуляторной фазе, 45 женщин — в постовуляторной фазе цикла. После незащищённого ПА подавляющее большинство женщин принимали левоноргестрел 1,5 мг однократно в течение трёх суток после ПА. Количество беременностей после приёма левоноргестрела составило 8 из 148, причём все восемь беременностей наблюдались в группе женщин, принявших левоноргестрел в день овуляции или сразу после неё. После статистической обработки результатов и учёта относительных рисков была установлена эффективность левоноргестрела при приёме в фертильные дни на уровне 68 %. Причём, наименьшая эффективность выявлена при приёме в день овуляции и сразу после неё (8 беременностей из 45 ожидаемых).
В случае использования антигестагенсодержащих препаратов (мифепристон), эффективность предотвращения беременности в течение первых 48 часов — около 99 %, к исходу третьих суток — 97,9 % Эффективность приёма антигестагенсодержащих препаратов одинакова в любую фазу менструального цикла, вне зависимости от того, была овуляция или нет.
|                                                                              | Метод Юзпе | ВМС                                                                        | Гестагены                                                                                                 | Антигестагены                                                                                             |
| ---------------------------------------------------------------------------- | --- | -------------------------------------------------------------------------- | --- | --- |
| Начало исследований, г.                                                      | 1972 | 1976                                                                       | 1993 | 1992 |
| Эффективность, % (в зависимости от времени приёма от первого к третьему дню) | 77--31 | 95,8--92,4 (разница в эффективности у рожавших и нерожавших женщин)        | 95--58 | 99--98 |
| Частые побочные эффекты.                                                     | Тошнота (до 70 %), рвота, слабость в молочных железах, повышение свертываемости крови, риск тромбообразования. | Боль, кровотечение, выпадение спирали, механическое повреждение слизистых. | Кровотечение, головная боль, усталость, боль в нижней части живота, головокружение, задержка менструации. | Кровотечение, головная боль, усталость, боль в нижней части живота, головокружение, задержка менструации. |

## Побочные эффекты
Побочные эффекты гестагенов (левоноргестрела) в качестве средств экстренной контрацепции: возможны аллергические реакции — крапивница, сыпь, зуд, отёк лица.
Побочные реакции, возникающие с разной частотой и не требующие медикаментозной терапии: очень часто (≥1/10), часто (≥1/100, 1/10).
- Со стороны пищеварительной системы: очень часто — тошнота; часто — рвота, диарея.
- Со стороны ЦНС: очень часто — усталость; часто — головная боль, головокружение.
- Со стороны половой системы: очень часто — боли внизу живота, ациклические кровянистые выделения (кровотечения); часто — болезненность молочных желез, задержка менструации (не более пяти-семи дней). Если менструация задерживается на более длительный срок, необходимо исключить беременность[32]

Побочные эффекты антигестагенов (мифепристон) в качестве средств экстренной контрацепции:
- Со стороны половой системы: ациклические кровянистые выделения из половых путей, дискомфорт и боль внизу живота, обострение воспалительных заболеваний матки и придатков.
- Со стороны пищеварительной системы: тошнота, рвота, диарея.
- Со стороны ЦНС: головная боль, головокружение.
- Прочие: слабость, гипертермия, крапивница[43]

Обобщённые данные по частоте встречаемости и разнице в побочных эффектах между гестагенами (на примере левоноргестрела) и антигестагенами (на примере мифепристона) приведены в таблице 2 «Сравнение эффективности и выраженности побочных эффектов мифепристона и левоноргестрела».
|                                                                           | Мифепристон                                                              | Левоноргестрел                                                                 |
| ------------------------------------------------------------------------- | ------------------------------------------------------------------------ | ------------------------------------------------------------------------------ |
| Эффективность в зависимости от времени, прошедшего после незащищённого ПА | Практически не меняется: при приёме в первые 48 ч — 99 %; 48—72 ч — 98 % | Снижается: при приёме в первые 24 ч — 95 %; 24—48 часов — 85 %; 48—72 ч — 58 % |
| Эффективность в зависимости от фазы менструального цикла                  | Одинаково эффективен в любую фазу МС                                     | Эффективность при приёме в день овуляции и сразу после неё снижается           |
| Риск эктопической беременности, %                                         | 0,8                                                                      | 1,6                                                                            |
| Маточное кровотечение, %                                                  | 19                                                                       | 31                                                                             |
| Боль в нижней части живота, %                                             | 14                                                                       | 15                                                                             |
| Задержка менструации на семь и более дней, %                              | 9                                                                        | 5                                                                              |

Побочные эффекты медьсодержащей внутриматочной спирали в качестве средства экстренной контрацепции:
- В редких случаях: боль (особенно у нерожавших) в брюшной полости (спазмы эндометрия) во время или после введения или удаления спирали,
- обморок (редко),
- брадикардия,
- «мажущие» кровянистые выделения и самопроизвольные кровотечения в середине цикла,
- затяжные менструации и усиление менструальных кровотечений во время первых (после установки спирали) двух или трёх менструальных циклов,
- железодефицитная анемия,
- микробные заболевания мочеполового тракта,
- сепсис,
- кожные аллергические реакции (крапивница).

Противопоказания к применению внутриматочной спирали: гиперчувствительность, злокачественные опухоли тела или шейки матки, маточные кровотечения неясной этиологии, внематочная беременность в анамнезе, сальпингит, эндометрит, тазовый перитонит, врождённые или приобретённые пороки развития и деформация полости матки или шейки матки, множественный маточный фибромиоматоз, воспалительные заболевания органов малого таза (в том числе в анамнезе), нарушения свёртывания крови, гепатолентикулярная дегенерация (болезнь Вильсона — Коновалова), беременность (в том числе подозреваемая).

## Внематочная беременностьпосле приёма экстренных контрацептивов
Особенностью действия гестагенов (левоноргестрел) является его способность замедлять движение яйцеклетки по маточным трубам, что с одной стороны, уменьшает вероятность оплодотворения, с другой — может способствовать увеличению риска внематочной (эктопической) беременности.
Антигестагены (мифепристон) в отличие от левоноргестрела, ускоряют транспорт яйцеклетки по маточным трубам, тем самым, не вызывают повышения риска возникновения эктопической беременности.
По данным исследования Kelly Cleland , популяционная встречаемость внематочной (эктопической) беременности зафиксирована на уровне 0,8—2 % от общего числа беременностей. В обзоре проанализированы данные 131 исследования, посвящённых изучению левоноргестрела и мифепристона в качестве средств экстренной контрацепции. Среди 131 исследования 124 было посвящено мифепристону в дозировках от 10 мг до 600 мг , 46 — левоноргестрелу в дозировке 1,5 мг однократно или в два приёма. Общее число пациенток, принимавших мифепристон в качестве экстренного контрацептива составило 35 867, из них забеременели 494, из которых три беременности были внематочными. Левоноргестрел получали 15 696 пациенток, из которых забеременели 307, из которых три беременности были внематочными. После анализа всех данных и учёта относительных рисков была выявлена следующая встречаемость внематочной беременности:
- после приема левоноргестрела — 1,6 %,
- после мифепристона — 0,8 %.

Помимо того, что мифепристон реже является причиной возникновения внематочной беременности, есть данные, свидетельствующие о том, что препарат может использоваться в схемах её лечения, что подтверждает исследование M.R. Gazvani, D.N. Baruah, Z.Alfirevic and S.J. Emery. При добавлении к схеме медикаментозного лечения внематочной беременности инъекциями метотрексата 600 мг мифепристона однократно эффективность лечения возрастает. В исследование были включены 50 пациенток с подтверждённой внематочной беременностью. Их разделили на две группы: первая группа (25 человек) получала инъекции метотрексата 50 мг/м², вторая группа (25 человек) получала аналогичную дозу метотрексата и 600 мг мифепристона однократно после инъекции метотрексата. В результате, в первой группе разрешение внематочной беременности произошло в 22 из 25 случаев (88 %), а во второй группе в 23 из 25 случаев (92 %) Повторная инъекция метотрексата потребовалась в 16 % случаев в первой группе и в 4 % случаев во второй группе.

## Противопоказания
Противопоказания к применению гестагенов (левоноргестрела) в качестве средств экстренной контрацепции:
- тяжелая печёночная недостаточность;
- применение у подростков до 16 лет;
- беременность;
- непереносимость лактозы, дефицит лактазы или мальабсорбция глюкозы/галактозы;
- повышенная чувствительность к компонентам препарата.

С осторожностью следует применять препарат у пациентов:
- с заболеваниями печени или желчевыводящих путей,
- при желтухе (в том числе в анамнезе),
- при болезни Крона,
- в период лактации (грудное вскармливание следует прекратить хотя бы на 24 часа)[32].

Противопоказания к применению антигестагенов (мифепристона) в качестве экстренных контрацептивов:
- острая или хроническая почечная и/или печёночная недостаточность;
- длительная терапия глюкокортикостероидными средствами;
- порфирия;
- анемия;
- нарушения гемостаза (в том числе предшествующее лечение антикоагулянтами);
- наличие тяжёлой экстрагенитальной патологии;
- надпочечниковая недостаточность;
- беременность;
- период лактации (грудное вскармливание следует прекратить на 14 дней);
- наличие в анамнезе повышенной чувствительности к мифепристону и/или вспомогательным компонентам[43]

При применении препарата следует соблюдать осторожность при хронических обструктивных заболеваниях лёгких, в том числе тяжёлой форме бронхиальной астмы; артериальной гипертензии тяжёлой степени, нарушениях ритма сердца, хронической сердечной недостаточности, нарушениях гемостаза (в том числе предшествующее лечение антикоагулянтами).

## Дополнительные ограничения

### Лекарственные взаимодействия левоноргестрелсодержащих контрацептивов
- При одновременном применении препарата с индукторами ферментов печени метаболизм левоногестрела ускоряется.
- Контрацептивный эффект препарата уменьшается при одновременном применении со следующими лекарственными средствами: ампренавир, ланзопразол, невирапин, оксикарбазепин, такролимус, топирамат, третиноин, барбитураты, включая примидон, фенитоин и карбамазепин, препараты, содержащие зверобой продырявленный, а также рифампицин, ритонавир, ампициллин, тетрациклин, рифабутин, гризеофульвин.
- Препарат снижает эффективность гипогликемических и антикоагулянтных (производные кумарина, фениндион) препаратов.
- Левоноргестрел повышает плазменные концентрации ГКС.
- Препараты, содержащие левоноргестрел, могут повышать риск токсичности циклоспорина, вследствие подавления его метаболизма[32].

### Особые указания при приёме левоноргестрелсодержащих препаратов
- Эффективность левоноргестрелсодержащей экстренной контрацепции при отсроченном применении препарата существенно снижается.
- Появление болей внизу живота, обморочных состояний может свидетельствовать о внематочной (эктопической) беременности.
- При нарушениях функции ЖКТ (например, при болезни Крона) эффективность препарата может снижаться.
- Влияние препарата на способность к управлению автотранспортом и другими механизмами не изучено.[32]

### Лекарственные взаимодействия мифепристонсодержащих препаратов
- Следует избегать применения НПВП в течение 8—12 дней после приёма препарата[43]

### Особые указания при приёме мифепристонсодержащих препаратов
- Доза препарата содержащего мифепристона 10 мг недостаточна для того, чтобы вызвать аборт, поэтому до его дальнейшего применения следует провести высокочувствительный тест на беременность, гарантирующий, что данный препарат применяется только при отсутствии беременности. В случае наступления беременности, несмотря на применение препарата, рекомендуется её прерывание медикаментозным или хирургическим методом. Если пациентка примет решение сохранить беременность, невозможно полностью исключить риск для здоровья будущего ребёнка.
- Влияние препарата на способность управлять автомобилем и работать с механизмами не отмечено.[43]

## Влияние лишнего веса на эффективность экстренных контрацептивов
В последних исследованиях было выявлено значительное влияние веса женщины на эффективность различных методов экстренной контрацепции.
Так, в случае, если у женщины ИМТ>30 кг/м², то есть ожирение, то эффективность экстренной контрацепции снижается в более, чем три раза, по сравнению с женщинами с ИМТ в пределах нормы 19—25 кг/м².

У женщин с ИМТ>25 кг/м², то есть избыточной массой тела, эффективность экстренных контрацептивов снижается в полтора раза, по сравнению с женщинами, не имеющими лишнего веса.
Если рассматривать отдельно группы женщин, принимавших в качестве экстренных контрацептивов левоноргестрел, статистика несколько иная:
- в группе женщин с ИМТ>25 кг/м² эффективность экстренной контрацепции при помощи левоноргестрела снижалась в 2,09 раза, по сравнению с женщинами с нормальным весом;
- в группе женщин с ИМТ>30 кг/м² эффективность экстренной контрацепции при помощи левоноргестрела снижалась в 4,41 раза, по сравнению с женщинами с нормальным весом.

Фактически, количество наступивших беременностей после приёма левоноргестрела у женщин с ИМТ>30 кг/м², практически равно тому количеству, которое ожидалось и без применения средств экстренной контрацепции (количество наступивших беременностей около 6 %, что лишь немного ниже количества ожидаемых).
Для экстренных контрацептивов на основе антигестагенов, тенденция к снижению эффективности была в более чем два раза ниже, по сравнению с контрацептивами на основе левоноргестрела.

Поэтому, если у женщины диагностировано ожирение или есть лишний вес, в этом случае предпочтительными методами экстренной контрацепции будут приём антигестагенов или введение внутриматочной спирали.
Применение экстренных контрацептивов с левоноргестрелом женщинам, имеющим лишний вес или ожирение, может быть малоэффективно для предупреждения нежелательной беременности.

## Сохранение беременности

### Гестагены (левоноргестрел)
На основании имеющихся данных, не выявлено неблагоприятного влияния препарата на плод при возникновении беременности на фоне применения экстренного метода контрацепции. Учитывая, что эффективность предупреждения беременности при применении левоноргестрела значительно снижается и к третьим суткам составляет всего 58 %, а также тот факт, что применение левоноргестрела в фертильные, то есть наиболее благоприятные для зачатия дни эффективно только в 68 % случаев, для левоноргестрелсодержащих препаратов вопрос возможности сохранения беременности является очень важным.

### Антигестагены (мифепристон)
В случае применения антигестагенов для экстренной контрацепции, вероятность наступления беременности очень низка — 1—2 % в течение 72 часов после незащищённого полового акта и не зависит от факта состоявшейся овуляции. В связи с очень малым количеством наступивших беременностей после использования антигестагенов, собрать достаточное количество данных для анализа степени выраженности влияния препаратов на плод пока не удалось. Поэтому, в инструкциях к препаратам рекомендуют наступившую на фоне приёма антигестагенов беременность прервать, из-за недостаточного количества данных.
Однако, в мировой практике известны случаи сохранения беременности и рождения здоровых детей и после применения более высоких доз антигестагенов (до 600 мг мифепристона), которые были приняты в процессе процедуры аборта, однако впоследствии пациентки изменили своё решение и оставили беременность, не доводя процедуру медикаментозного аборта до окончательной стадии, то есть приёма необходимой дозы аналога простагландина (мизопростол, гемепрост) после приёма мифепристона, что является утверждённой схемой проведения медикаментозного аборта в большинстве стран мира. В описанных единичных случаях аномалий в развитии детей после приёма высоких доз мифепристона (200—600 мг и более) при наличии на момент приёма беременности на сроке 4—9 недель, связь с приёмом мифепристона не установлена, в связи с наличием других значимых факторов риска.

Согласно заключению ВОЗ мифепристон не обладает тератогенным эффектом.
Вопрос об экстраполяции возможного влияния на развитие плода высоких доз мифепристона (200—600 мг) при наличии уже существующей беременности и возможном влиянии в десятки раз более низкой дозировки для экстренной контрацепции, при отсутствии на момент приёма беременности, является очень сомнительным.
В любом случае, принимать решение о том, оставлять беременность после приёма любых экстренных контрацептивов или нет, должна женщина после детальной консультации специалиста и оценки всех возможных рисков, в том числе, не связанных с приёмом экстренных контрацептивов.